# Shere Hite
Shirley Diana "Shere" Gregory Hite, känd som Shere Hite, född Shirley Diana Gregory den 2 november 1942 i Saint Joseph, Missouri, död 9 september 2020 i Tottenham, London, var en amerikansk-tysk feminist, författare och sexualforskare.
Hite är framför allt känd för sina omfattande enkätundersökningar om sexuella attityder och beteendemönster, både vad gäller kvinnor och män. Trots att hennes undersökningar blev kritiserade för bristande vetenskaplighet fick de stor betydelse inom den allmänna debatten. Med utgångspunkt i sina undersökningar fastställde hon att de flesta kvinnor kan uppnå orgasm genom att stimulera klitoris och klitorisollonet, men att bara en tredjedel uppnår orgasm genom samlag. Hon kom i sin analys fram till att penetrerande samlag mellan en kvinna och en man äger rum på männens villkor och beskrev "sex som en aktivitet för två för den enes tillfredställelse [sic!]".
Av Hites skrifter kan nämnas The Hite Report (1976), The Hite Report on Male Sexuality (1981) och The Hite Report – Women and Love: A Cultural Revolution in Progress (1987). Hon har beskrivits som en viktig förgrundsfigur inom feminismen.